# Dapsa mizoramica
Dapsa mizoramica là một loài bọ cánh cứng trong họ Endomychidae. Loài này được Tomaszewska & Pal miêu tả khoa học năm 2003.